# لوندويل
لوندويل (بالفارسية: لوندویل) هي مدينة تقع في إيران في Lavandevil District. يقدر عدد سكانها بـ 10,617 نسمة .